# Nationella befrielsefronten (NLF)

Nationella befrielsefrontens flagga.

Nationella befrielsefronten (NLF), var en marxistisk paramilitär organisation och politiskt parti som verkade i Sydarabiska federationen (nu Jemen), som befrielserörelse mot britterna under Adenkrisen 1963-1967, och som vid britternas avfärd 1967 tog makten i Sydjemen och som 1978 bildade Jemenitiska socialistiska partiet, som blev enpartistatens regeringsparti. 